# 반딧불이의 일기
반딧불이의 일기(ホタルノニッキ, Hotaru no Nikki)는 일본 게임 개발사 니폰이치 소프트웨어가 플레이스테이션 비타 및 마이크로소프트 윈도우용으로 제작한 2014년 비디오 게임이다. 이 게임은 후루야 마사유키가 감독하고 디자인했다.

## 구성
이야기는 9999년 12월 31일, 기억 상실증에 걸린 어린 소녀 미온(Mion)이 황량한 세계의 어두운 폐허 바닥에서 깨어나면서 시작된다. 미온이 잔해에서 벗어나 외부 세계를 볼 수 있기를 바라는 마음으로 반딧불이 루멘은 그녀를 폐허를 통해 위쪽으로 여행하도록 안내한다. 바깥으로 여행을 떠나는 동안 그녀는 무인 기계, 일그러진 식물, 죽은 아이들의 시체를 발견한다.

## 평가
| 평론 점수 평론사 점수 PC PS 비타 디스트럭토이드 N/A 6/10 [ 1 ] 패미츠 N/A 30/40 [ 2 ] Hardcore Gamer N/A 3.5/5 [ 3 ] HonestGamers 3/5 [ 4 ] N/A GameCritics 3/5 [ 5 ] N/A 통합 점수 게임랭킹스 70.00% [ 6 ] 60.55% [ 7 ] 메타크리틱 N/A 58/100 [ 8 ] |        |         |
| 평론 점수 |        |         |
| 평론사 | 점수   | 점수    |
| 평론사 | PC     | PS 비타 |
| 디스트럭토이드 | N/A    | 6/10    |
| 패미츠 | N/A    | 30/40   |
| Hardcore Gamer | N/A    | 3.5/5   |
| HonestGamers | 3/5    | N/A     |
| GameCritics | 3/5    | N/A     |
| 통합 점수 |        |         |
| 게임랭킹스 | 70.00% | 60.55%  |
| 메타크리틱 | N/A    | 58/100  |